# Somewhere Tonight (película)
Somewhere Tonight es una película de 2011 dirigida por Michael Di Jiacomo y protagonizada por John Turturro y Katherine Borowitz. Es la tercera de la trilogía de remakes de Theo van Gogh. En un principio se anunció a Bob Balaban como director de esta tercera versión, más tarde iba a ser dirigida por John Turturro y el título de la película sería 1-900, finalmente Turturro quedó únicamente como protagonista y el título fue cambiado.

## Argumento
Inspirada en 06 (1994) del asesinado director holandés Theo van Gogh, Somewhere Tonight en una fábula urbana que cuenta la historia de dos neoyorquinos solitarios tratando de encontrar compañía mediante una línea telefónica para adultos. John Turturro interpreta a Wooly, un extraño mensajero que espera oír algo de Patti (Katherine Borowitz), una encerrada agorafóbica.

## Reparto
- John Turturro - Leroy
- Katherine Borowitz - Patti
- Max Casella - Fred
- Elizabeth Marvel - Martha
- Lynn Cohen - Mrs. Pecorino
- Cheryl Crow - The Sparrow
- Jeanette Lutz - Operadora telefónica